# Шашин Валентин Дмитрович
Валентин Дмитрович Шашин (16 червня 1916, місто Баку, тепер Азербайджан — 22 березня 1977, місто Москва) — радянський діяч, міністр нафтовидобувної промисловості СРСР, міністр нафтової промисловості СРСР. Депутат Верховної Ради СРСР 7—9-го скликань. Член Центральної Ревізійної комісії КПРС у 1966—1971 роках. Кандидат у члени ЦК КПРС у 1971—1976 роках. Член ЦК КПРС у 1976—1977 роках.

## Біографія
Народився в родині робітника-нафтовика. Закінчив восьмирічну школу. У 1931—1932 роках працював учнем токаря, токарем контори буріння на Сизранському нафтовому промислі, в селищі Ішимбай Башкирської АРСР.
У 1936 році закінчив Стерлітамацький (Ішимбайський) нафтовий технікум Башкирської АРСР.
У 1936—1937 роках — буровий майстер контори буріння, в 1937—1938 роках — начальник загону із каротажу тресту «Ішимбайнафта» Башкирської АРСР.
У 1938—1939 роках — студент Грозненського нафтового інституту. У 1939—1943 роках — студент Московського нафтового інституту, інженер з розробки нафтових і газових родовищ.
У 1942—1943 роках — старший інженер-вишкомонтажник, в 1943—1944 роках — начальник будівельно-монтажного цеху контори буріння тресту «Туймазанафта» Башкирської АРСР.
У 1944—1947 роках — головний інженер геолого-пошукової контори тресту «Башнафторозвідка» Башкирської АРСР.
Член ВКП(б) з 1945 року.
У 1947—1950 роках — головний інженер тресту «Башнафторозвідка» Башкирської АРСР. У 1950—1951 роках — головний інженер тресту «Башзахіднафторозвідка» Башкирської АРСР.
У 1951—1953 роках — керуючий тресту «Башзахіднафторозвідка» Башкирської АРСР.
У 1953—1956 роках — заступник начальника із буріння, в 1956—1957 роках — начальник об'єднання «Татнафта» Татарської АРСР.
У 1957—1960 роках — начальник управління нафтової промисловості Ради народного господарства Татарського економічного адміністративного району.
У 1960—1965 роках — начальник Головного управління нафтової та газової промисловості Всеросійської Ради народного господарства (з березня 1963 року — Ради народного господарства РРФСР).
2 жовтня 1965 — 3 червня 1970 року — міністр нафтовидобувної промисловості СРСР.
3 червня 1970 — 22 березня 1977 року — міністр нафтової промисловості СРСР.
Помер 22 березня 1977 року після тривалої і важкої хвороби. Похований на Новодівочому цвинтарі в Москві.

## Нагороди і звання
- чотири ордени Леніна (19.03.1959; 23.05.1966; 25.08.1971; 15.06.1976)
- орден Трудового Червоного Прапора (8.05.1948)
- медаль «За трудову відзнаку» (15.05.1951)
- медалі
- Ленінська премія (1976)
- Почесний громадянин міста Ішимбая Башкирської АРСР (7.06.1972)